# Aeshna petalura
Aeshna petalura är en trollsländeart. Aeshna petalura ingår i släktet mosaiktrollsländor, och familjen mosaiktrollsländor. IUCN kategoriserar arten globalt som livskraftig. Utöver nominatformen finns också underarten A. p. petalura.